# Volvopluteus
Volvopluteus é um gênero de cogumelos saprófitos de tamanho pequeno a grande, que cresce em todo o mundo. O gênero foi segregado do Volvariella com o qual compartilha algumas características morfológicas, como a presença de uma volva e uma esporada rosa a castanho-rosada. Análises filogenéticas de dados de DNA mostraram que o Volvopluteus está intimamente relacionado ao Pluteus e ambos os gêneros estão atualmente classificados na família Pluteaceae, enquanto o Volvariella não está intimamente relacionado a nenhum dos gêneros e sua posição nos Agaricales ainda é incerta.

## Etimologia
Volvopluteus significa literalmente "Pluteus com uma volva", fazendo referência ao mesmo tempo à estreita relação entre os dois gêneros e à presença de uma volva, uma das características morfológicas que os separa.

## Descrição
Os basidiomas variam de relativamente pequenos (píleo de 25 mm de diâmetro) a grandes (píleo de 150 mm de diâmetro), são pluteoides (ou seja, com lamelas livres e contexto descontínuo do píleo e estipe) e têm uma volva branca membranosa na base do estipe. O píleo é ovalado quando novo e depois se expande para convexo ou plano; é sempre viscoso a gelatinoso quando fresco e tem cor branca, cinza ou marrom-acinzentada. As lamelas são livres do estipe e começam brancas, mas logo mudam para rosa e depois para castanho-rosado à medida que os esporos são produzidos. O estipe é centralmente preso ao píleo, mais ou menos cilíndrico, branco e com uma superfície lisa ou levemente pruinosa e tem uma volva membranosa branca na base. O odor e o sabor são frequentemente relatados como rafanóides (semelhantes a rabanete) ou semelhantes aos de batatas cruas em V. gloiocephalus. A esporada é rosa ou castanho-rosada.

### Características microscópicas

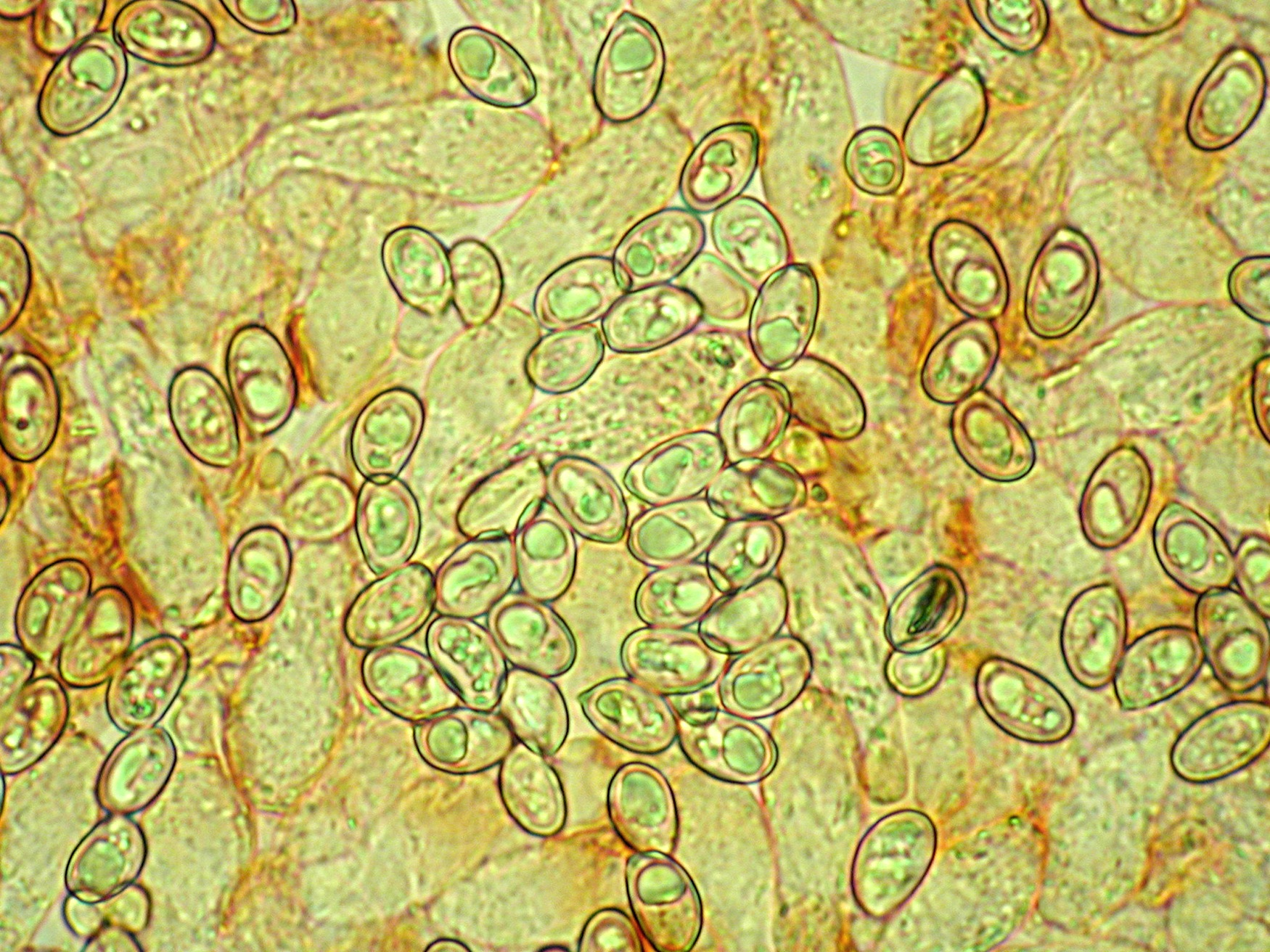
Esporos de Volvopluteus gloiocephalus

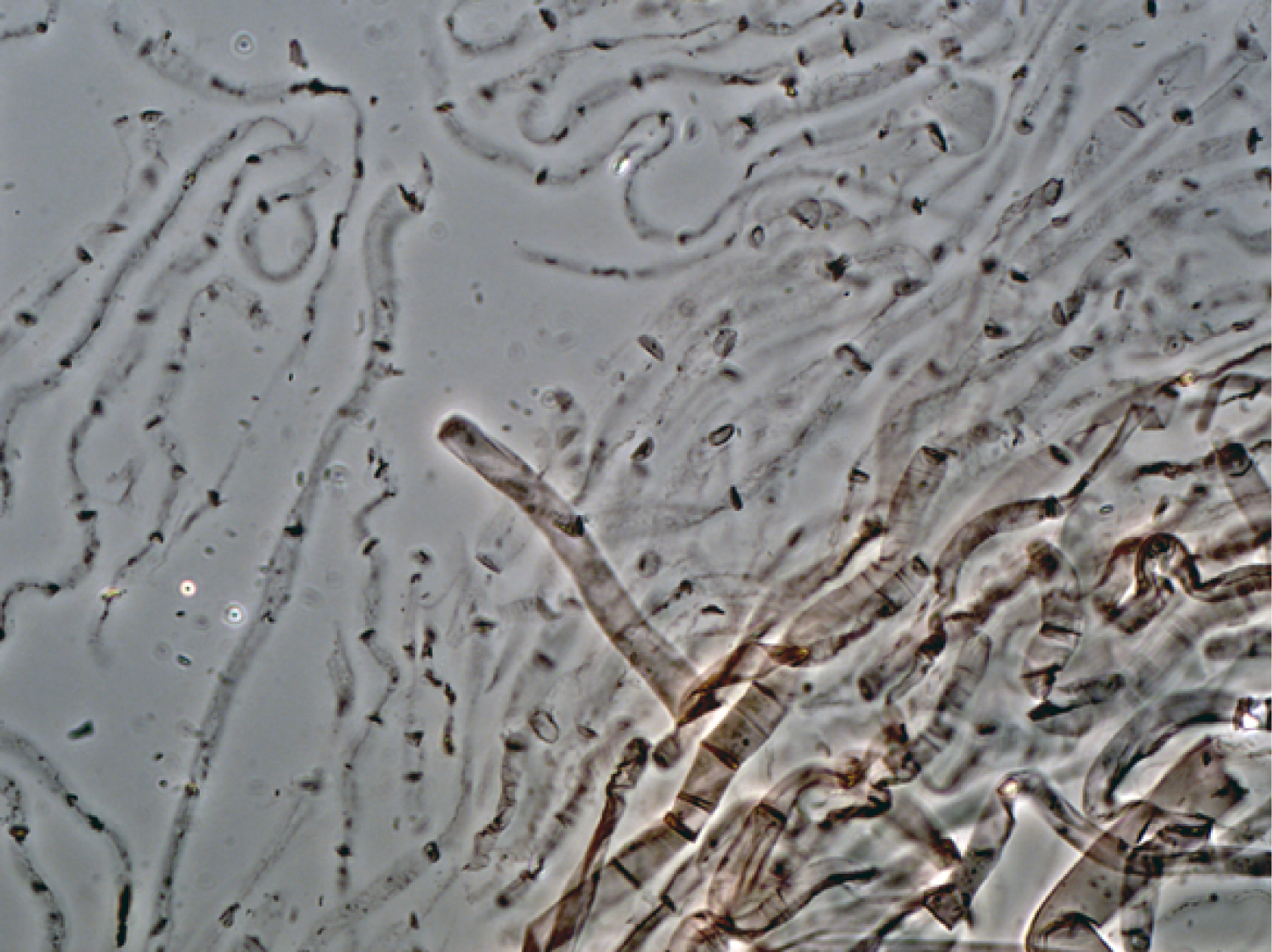
Pileipellis (ixocutis) de Volvopluteus gloiocephalus

Os esporos do Volvopluteus são relativamente grandes (acima de 11 μm de comprimento), elipsoides a oblongos, com paredes relativamente espessas e não amiloides ou dextrinoides. Os basídios geralmente têm 4 esporos, mas às vezes podem ocorrer versões com 2 e 1 esporos. Pleurocistídios e queilocistídios podem estar presentes ou ausentes, e essa característica, bem como o tamanho e a forma dessas estruturas, pode ser usado para separar morfologicamente as diferentes espécies do gênero. A pileipellis é uma ixocutis composta de hifas paralelas incorporadas em uma matriz gelatinosa. A estiptipellis é uma cútis e pode ser definida com caulocistídios cilíndricos. As fíbulas estão ausentes das hifas em todas as partes do basidioma.

### Ecologia
Todas as espécies de Volvopluteus são saprófitas e crescem no solo em jardins, campos gramados (dentro ou fora das florestas) e em acúmulos de matéria vegetal (composto, lascas de madeira).

## Classificação
A espécie-tipo, Volvopluteus gloiocephalus, era tradicionalmente incluída no gênero Volvariella. A primeira filogenia molecular abrangente dos Agaricales por Moncalvo et al. amostrou duas espécies de Volvariella (V. volvacea e V. hypophytis) que foram colocadas em uma posição distante de Pluteus. O estudo de Matheny et al. em 2006 incluiu Volvariella gloiocephala, agora Volvopluteus gloiocephalus, que foi colocada como grupo irmão de Pluteus. O estudo de 2011 de Justo et al. incluiu uma amostragem mais ampla de espécies de Volvariella e confirmou que o gênero, como tradicionalmente definido, era polifilético: (i) a maior parte do gênero, incluindo a Volvariella volvacea, não está intimamente relacionada a Pluteus e (ii) o grupo de espécies em torno de Volvopluteus gloiocephalus forma uma linhagem separada que constitui o grupo irmão de Pluteus. O nome Volvopluteus foi então proposto para acomodar o último grupo.
O Volvopluteus difere do Volvariella morfologicamente pelo comprimento médio do esporo acima de 11 μm e pela pileipellis composta de hifas relativamente finas incorporadas em uma matriz gelatinosa conspícua. Os mesmos caracteres e a presença de uma volva separam Volvopluteus de Pluteus. Todos os três gêneros são caracterizados por esporadas rosa a castanho-rosado e carne himenofórica inversa.

## Distribuição
O gênero é cosmopolita e foi relatado em todos os continentes, exceto na Antártica.

## Comestibilidade
O cogumelo Volvopluteus gloiocephalus é comestível, embora seja citado como de qualidade medíocre ou ruim. Os espécimes novos de V. gloiocephalus têm lamelas brancas, portanto é possível confundi-los com um Amanita e vice-versa. A comestibilidade de outras espécies do gênero não é conhecida.

## Espécies

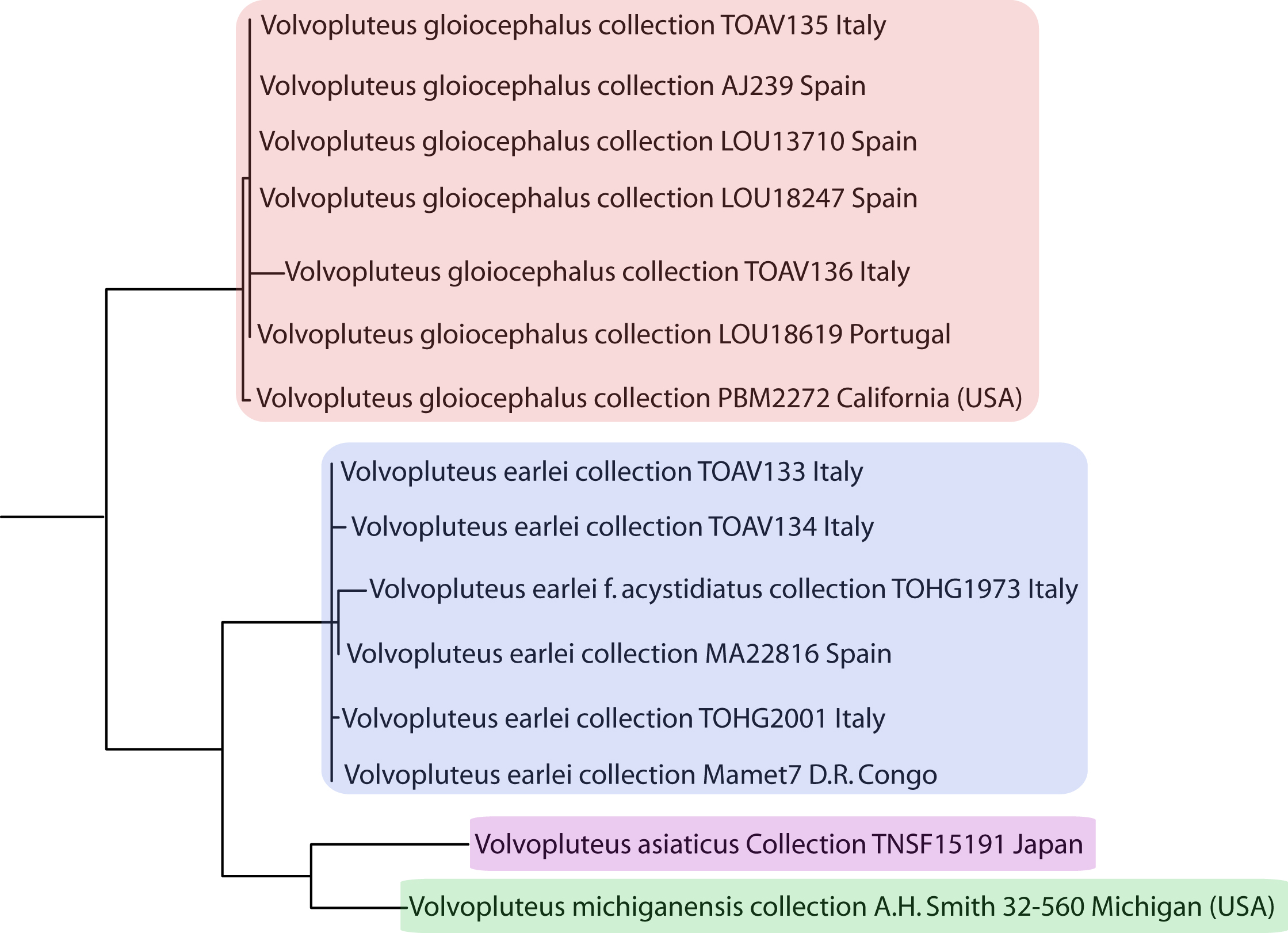
Relações filogenéticas entre as espécies de Volvopluteus inferidas a partir de dados do espaçador interno transcrito. Baseado nos resultados apresentados por Justo et al.

Quatro espécies são atualmente aceitas no gênero:
- Volvopluteus asiaticus Justo & Minnis
- Volvopluteus earlei (Murrill) Vizzini, Contu & Justo
- Volvopluteus gloiocephalus (DC) Vizzini, Contu & Justo
- Volvopluteus michiganensis (A.H. Sm.) Justo & Minnis

Outras espécies que provavelmente pertencem à Volvopluteus com base em suas características morfológicas:
- Volvaria microchlamida (Speg.) Sacc. Descrita originalmente da Argentina.
- Volvariella alabamensis (Murrill) Shaffer. Descrita originalmente do Alabama (EUA).
- Volvariella arenaria (Pat.) Singer. Descrita originalmente do deserto da Arábia.
- Volvariella californica (Earle) Singer. Descrita originalmente na Califórnia (EUA).
- Volvariella canalipes (Murrill) Shaffer. Descrita originalmente na Flórida (EUA).
- Volvariella cnemidophora (Mont.) Singer. Descrita originalmente do Brasil.
- Volvariella insignis Heinem. Descrita originalmente da República Democrática do Congo
- Volvariella macrospora Singer. Descrita originalmente do Brasil.
- Volvariella stercoraria (Peck) Singer. Descrita originalmente do Kansas (EUA).

Todas essas espécies são conhecidas apenas por suas respectivas descrições originais, o que torna muito difícil estabelecer se elas representam táxons independentes. Por esse motivo, elas não foram formalmente reclassificadas no gênero Volvopluteus.